# Can Ribalta de Su
Can Ribalta de Su, és una casa que forma part de l'Inventari del Patrimoni Arquitectònic Català de Riner (Solsonès). A tocar hi trobem Can Vendrell de Su, el Carrer Fosc, la rectoria i l'església de Santa Maria de Su que també formen part de l'inventari del patrimoni català.

## Descripció

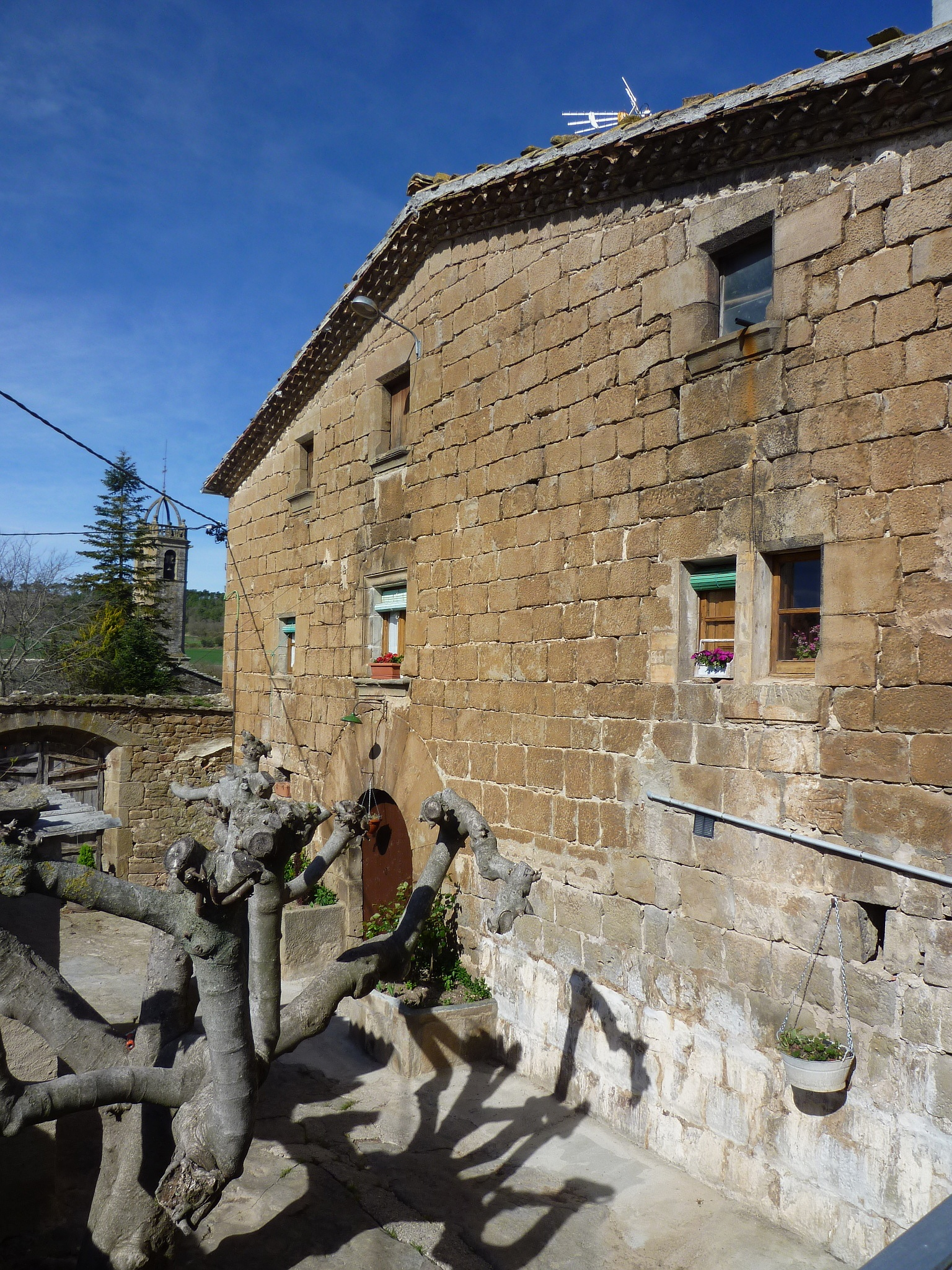
Façana amb el portal

Masia de planta rectangular amb teulada a dos vessants, orientada de nord a sud. Consta de planta baixa, pis i golfes. La porta, d'arc de mig punt amb grans dovelles, es troba en el mur sud o principal. Hi ha finestres allindades al primer pis i a les golfes a totes les façanes de la masia. L'entrada és amb sòl de pedra i amb volta. Es conserva l'arc d'entrada a l'era de la casa, amb el mur que la tancava per la cara sud. Entre la casa i el mur hi ha coberts per la pallissa i una petita estança amb una llar de foc, per fer bullir el perol. Hi han els corrals i un altre cobert adossat a la casa en el mur oest. El parament és de pedres tallades i en filades, que donen a la casa un aire de fortificació.

### Notícies històriques
Can Ribalta està situada en el centre del petit nucli de Su.